# 塔恩河畔莱拉克
塔恩河畔莱拉克（法語：Layrac-sur-Tarn，法語發音：[lɛʁak syʁ taʁn]）是法国上加龙省的一个市镇，属于图卢兹区。

## 地理
塔恩河畔莱拉克（43°50'2"N, 1°33'20"E）面积7.25 平方千米，位于法国奧克西塔尼大區上加龙省，该省份为法国西南部内陆省份，西南端与西班牙接壤，自此顺时针与上比利牛斯省、热尔省、塔恩-加龙省、塔恩省、奥德省和阿列日省接壤。
与塔恩河畔莱拉克接壤的市镇（或旧市镇、城区）包括：蒙瓦朗、邦迪古、塔恩河畔拉马格德莱娜、塔恩河畔米尔普瓦。

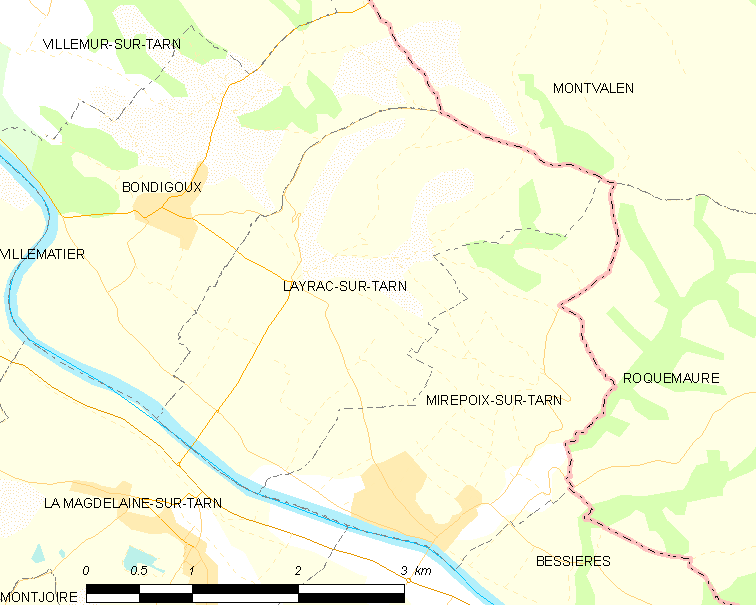
塔恩河畔莱拉克的OSM定位图

塔恩河畔莱拉克的时区为UTC+01:00、UTC+02:00（夏令时）。

## 行政
塔恩河畔莱拉克的邮政编码为31340，INSEE市镇编码为31288。

## 政治
塔恩河畔莱拉克所属的省级选区为塔恩河畔维勒米尔县。

## 人口

1962-2008年间塔恩河畔莱拉克人口变化图示

塔恩河畔莱拉克于2022年1月1日时的人口数量为312人。

## 图集

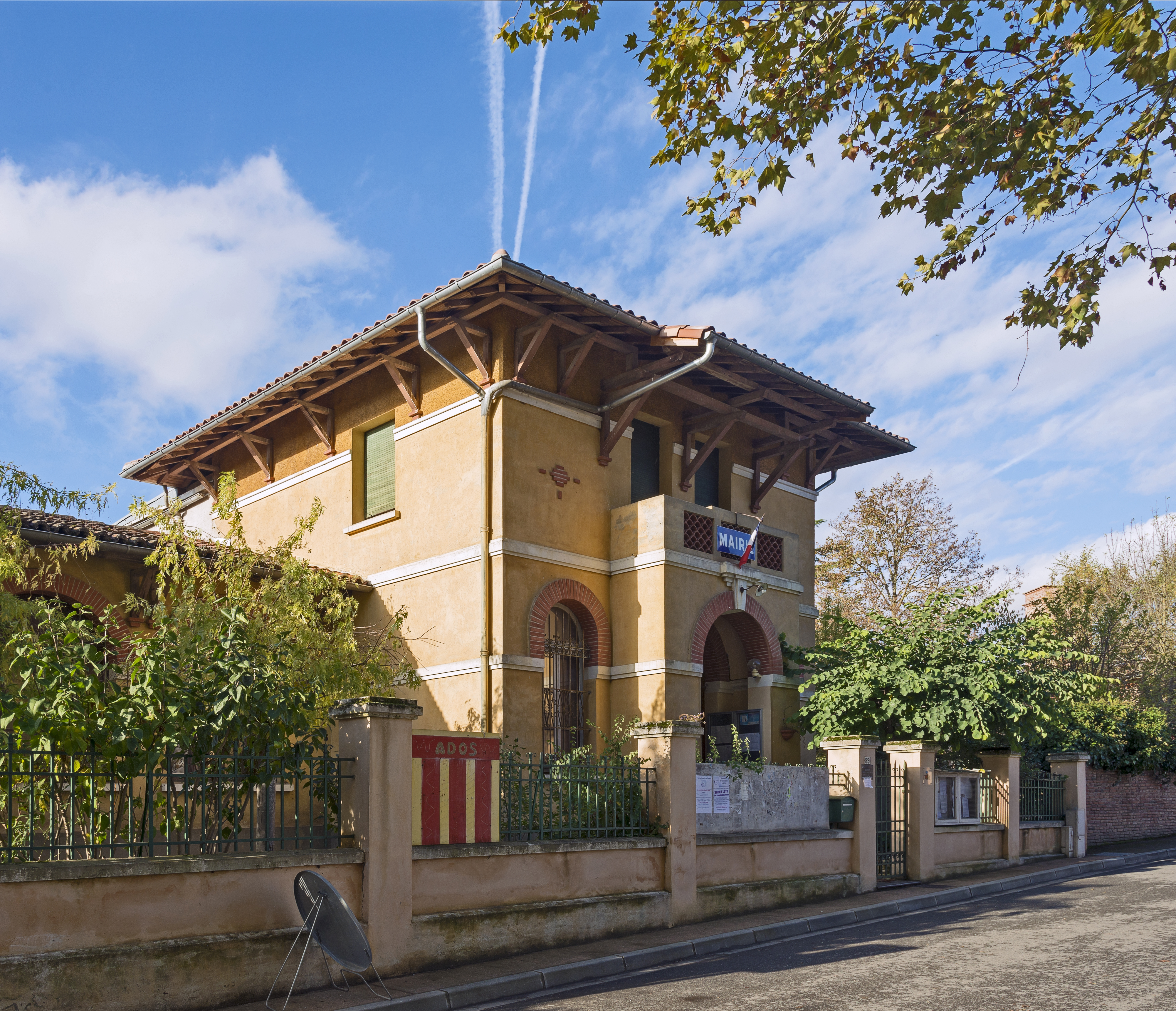
市政厅
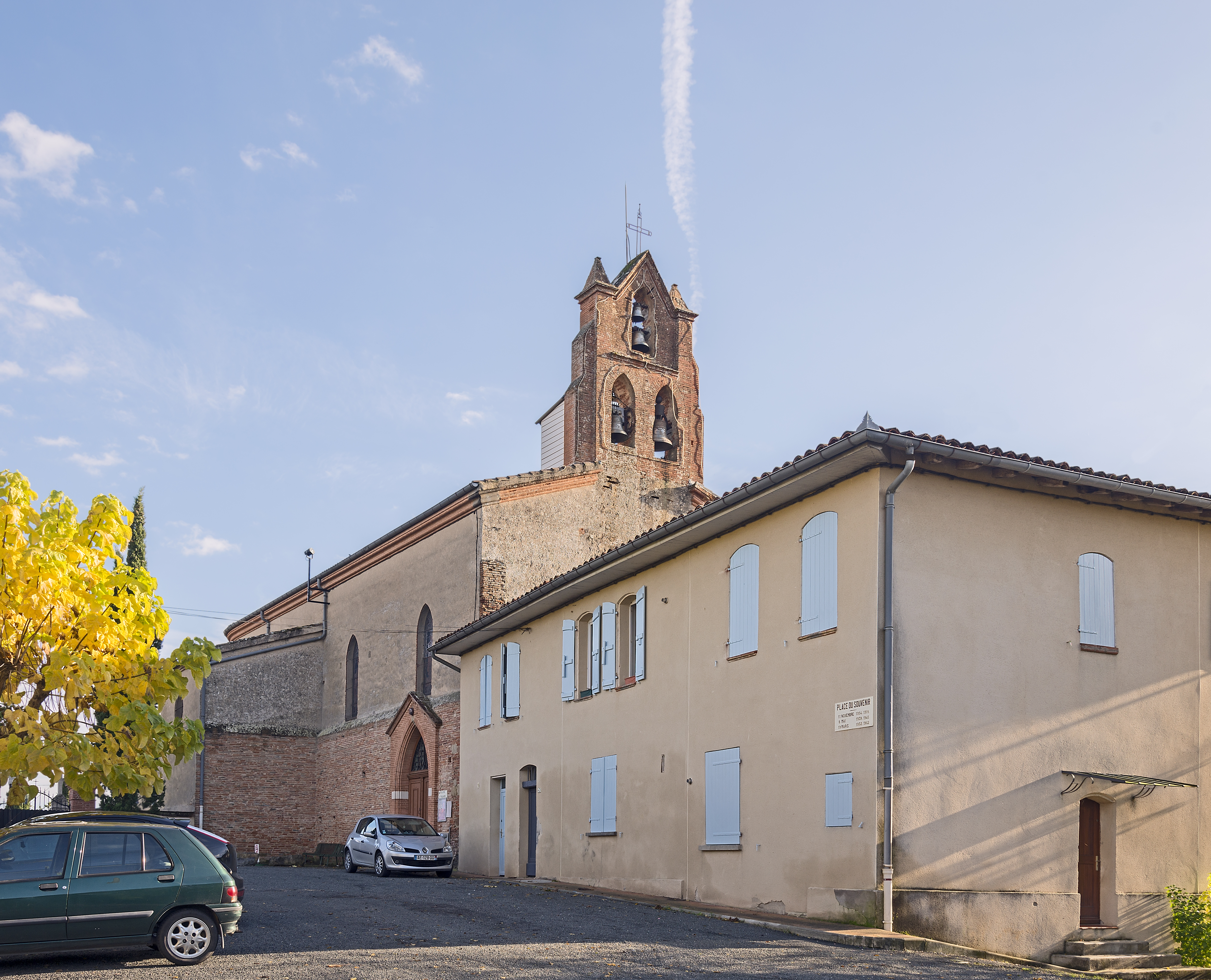
教堂